# All People’s Party (Ghana)
Die All People’s Party war eine Vereinigung politischer Oppositionsparteien in Ghana. Sie entstand 1980 aus dem Zusammenschluss mehrerer kleiner Parteien wie der United National Convention während der Regierungszeit von Präsident Hilla Limann als Oppositionsgruppierung.
Der seit Ende 1981 wieder regierende Jerry Rawlings lud im Januar 1982 führende Vertreter der in der All People’s Party (APP) zusammengeschlossenen Parteien ein, sich an der Regierung zu beteiligen. So gelangte Präsident John Agyekum Kufuor in sein erstes Regierungsamt als Sekretär für lokale Verwaltung.